# Tribunales
Tribunales – stacja metra w Buenos Aires, na linii D. Znajduje się pomiędzy stacjami 9 de Julio, a Callao. Stacja została otwarta 3 czerwca 1937.